# Ante Žanetić
Ante Žanetić, född 18 november 1936 i Blato, död 18 december 2014 i Wollongong i Australien, var en jugoslavisk fotbollsspelare.
Han blev olympisk guldmedaljör i fotboll vid sommarspelen 1960 i Rom.